# Eisenstein (Erzgebirge)
Der Eisenstein ist ein 516,2 Meter hoher Berg im sächsischen Teil des Westerzgebirges. Er ist einer der den Talkessel von Aue um 150 bis über 200 Höhenmeter überragenden Berge und vollständig bewaldet.
Während sich der Berg nach Osten in Richtung Oberpfannenstiel in den höheren Hirschberg sanft fortsetzt, fallen der Nordwesthang in Richtung des Bärengrundes, der Westhang nach Niederpfannenstiel sowie insbesondere der Südhang ins Schwarzwassertal steil und zum Teil felsig ab. Dennoch verläuft am Südhang die Ortsverbindungsstraße von Aue nach Oberpfannenstiel. Unterhalb der Straße befindet sich ein noch genutzter Steinbruch.